# Лобачівське газоконденсатне родовище
Лобачівське газоконденсатне родовище — належить до Красноріцького газоносного району Східного нафтогазоносного регіону України.

## Опис
Розташоване в Луганській області на відстані 15 км від смт Слов'яносербськ.
Знаходиться в перехідній зоні між складчастим Донбасом та схилом Воронезького красталічного масиву, поблизу Красноріцького скиду.
Підняття виявлене в 1966 р. У башкирських відкладах структура являє собою брахіантикліналь, витягнену в півн.-зах. напрямку, розмірами по ізогіпсі — 1870 м 7,0х1,7 м, амплітуда 55 м. Півн.-сх. крило підняття ускладнене Красноріцьким скидом амплітудою 100—150 м.
Перший промисловий приплив газу отримано з відкладів башкирського ярусу з інт. 1906—1937 м у 1970 р.
Поклади пов'язані з пластовими, склепінчастими, іноді тектонічно екранованими та літологічно обмеженими пастками. Колектори — пісковики. Режим покладів газовий та газоводонапірний.
Експлуатується з 1978 р. Запаси початкові видобувні категорій А+В+С1: газу — 4100 млн. м³; конденсату — 112 тис. т.